# Roqya
Roqya és una pel·lícula de thriller francès dirigit per Saïd Belktibia i estrenat l'any 2023.

## Argument
La Nour porta de tornada animals exòtics del Marroc, que amaga sobre la seva persona i que seran utilitzats en cerimònies ocultes pels "bruixots" als quals els ven. Després de crear una aplicació, "Baraka", a través de la qual es pot fer una crida a curanderos i marabouts per trobar solucions als problemes que es troben a la vida, és acusada de bruixeria pels aliats del seu exmarit, Dylan (amb qui es troba en conflicte per la custòdia del seu fill, Amine, i el pagament de la manutenció dels fills) a la ciutat on viu de nou l'acusació d'Amine. És assetjada ràpidament a través de les xarxes socials i el seu pis va ser incendiat després d'haver-s'hi refugiat després d'una persecució. Ella aconsegueix escapar i fuig. Resistirà i lluitarà per la seva supervivència i la protecció del seu fill, a qui Dylan està intentant recuperar.

## Repartiment
- Golshifteh Farahani : Nour
- Amine Zariouhi : Amine
- Jérémy Ferrari : Dylan
- Denis Lavant : Jules
- Mathieu Espagnet : Kevin
- Isma Kébé : Arnaud
- Issaka Sawadogo : Ahmed
- Anne-Laure Gruet : la douanière

## Recepció
- Festival Internacional de Cinema Fantàstic de Gérardmer 2024: fora de competició.[4]